# Pointes de Sur Combe
Pointes de Sur Combe är en bergstopp i Schweiz. Den ligger i distriktet Riviera-Pays-d'Enhaut och kantonen Vaud, i den sydvästra delen av landet, 60 km söder om huvudstaden Bern. Toppen på Pointes de Sur Combe är 2 393 meter över havet.